# Budgie (serie televisiva)
Budgie è una serie televisiva britannica in 26 episodi trasmessi per la prima volta nel corso di 2 stagioni dal 1971 al 1972.
È una commedia drammatica incentrata sulle vicende di Ronald Bird (interpretato da Adam Faith), un piccolo truffatore soprannominato Budgie spesso al servizio di Charlie Endell, capo malavitoso e proprietario di un club.

## Personaggi e interpreti

### Personaggi principali
- Ronald 'Budgie' Bird (26 episodi, 1971-1972), interpretato da Adam Faith.
- Charlie Endell (24 episodi, 1971-1972), interpretato da Iain Cuthbertson.
- Hazel Fletcher (22 episodi, 1971-1972), interpretato da Lynn Dalby.
- Mrs. Endell (10 episodi, 1971-1972), interpretato da June Lewis.

### Personaggi secondari
- Laughing Spam Fritter (6 episodi, 1971-1972), interpretato da John Rhys-Davies.
È uno scagnozzo di Charlie Endell.
- Mrs. Fletcher (5 episodi, 1971-1972), interpretato da Stella Tanner.
- Jean Bird (4 episodi, 1971-1972), interpretato da Georgina Hale.
- Detective Leadbetter (4 episodi, 1971-1972), interpretato da Jack Shepherd.
- Jack Bird (3 episodi, 1971-1972), interpretato da George Tovey.
- Grogan (3 episodi, 1971-1972), interpretato da Rio Fanning.
- Alice Bird (3 episodi, 1971-1972), interpretato da Julia McCarthy.
- Ispettore Bryant (3 episodi, 1971-1972), interpretato da Derek Newark.
- Inga (3 episodi, 1971-1972), interpretato da Margaret Nolan.

## Produzione
La serie fu prodotta da Verity Lambert per la London Weekend Television

### Registi
Tra i registi sono accreditati:
- Michael Lindsay-Hogg in 12 episodi (1971-1972)
- Mike Newell in 6 episodi (1971-1972)
- Jim Goddard in 4 episodi (1971)
- Moira Armstrong in 2 episodi (1972)

### Sceneggiatori
Tra gli sceneggiatori sono accreditati:
- Willis Hall in 26 episodi (1971-1972)
- Keith Waterhouse in 26 episodi (1971-1972)
- Douglas Livingstone in 2 episodi (1971)

## Distribuzione
La serie fu trasmessa nel Regno Unito dal 9 aprile 1971 al 14 luglio 1972 sulla rete televisiva Independent Television.

## Episodi
| Stagione         | Episodi | Prima TV Regno Unito |
| ---------------- | ------- | -------------------- |
| Prima stagione   | 13      | 1971                 |
| Seconda stagione | 13      | 1972                 |